# ワンダーラスト
ワンダーラスト（英: wanderlust、独: Wanderlust、ドイツ語発音: [ˈvændəˌlʊst] ヴァンダラスト）とは、放浪・旅行・探検に対する渇望（強い欲望）を表すドイツ語の単語である。日本語では「旅行願望」「放浪願望」「旅心」「放浪心」などと訳される。

## 語源
この言葉の語源はドイツ語のwandern（ハイキングする、徘徊する）とLust（楽しみ、やる気）で、文字通りに「ハイキングの楽しみ」と訳されるが、一般的には「散歩、徘徊、放浪の楽しみ」と表現されている。
英語でこの言葉が最初に使われたのは1902年のことで、当時のドイツ人特有の放浪趣味を指したものと考えられている。この言葉は、ドイツのロマン主義や、ジャーニーマンと呼ばれるドイツの徒弟制度、また自然との一体感を求める思春期の風習「ワンダーバード」（Wanderbird）にさかのぼることができる。
現代のドイツ語では、ヴァンダラスト以外に、「Heimweh」（ハイムヴェー、懐郷病）の対義語として造語された「Fernweh」（ファーンヴェー、懐旅病」）という言葉も使われている。

## 社会学
20世紀初頭の社会学者ロバート・E・パークは、ワンダーラストを身分や組織の価値観に反したものとして捉えていた。それに対し、ポストモダニズムは、ワンダーラストを遊び心を持ってエンパワーメントするものとして捉えていた。
啓蒙時代のヨーロッパでは、上流階級の独身者はビルドゥング（教養）を養うための旅に出るように促され、イタリアやフランスへの観光旅行が頻繁に行われていた。
社会学者は、旅行への渇望を、サンラスト（sunlust、直訳すると「太陽への渇望」）とワンダーラストに区分している。前者は主にリラクゼーションを求めるもので、後者は異なる文化的経験との関わりを求めるものである。

## 心理学
ワンダーラストは、未知のものを体験したり、予期せぬ困難に直面したり、見慣れない文化や生き方・行動を知ることで自己啓発をしたいという強烈な衝動による場合もあれば、罪悪感という抑うつ的な感情から逃避したいという欲求に駆られている場合もある。また、その発作の周期性において、双極性障害と関連している場合もある。
思春期には、家庭や地域の制約への不満によりワンダーラストが煽られることもある。